# Numbers (chanson de Kraftwerk)
Pour les articles homonymes, voir Numbers.

Numbers (Nummern en allemand) est une chanson du groupe allemand de musique électronique Kraftwerk. Elle apparaît sur l'album Computer World (Computerwelt en allemand) en mai 1981.
Elle est considérée comme une œuvre fondatrice, de par son influence, du style techno, Mike Banks du label Underground Resistance la surnommant même le « code secret du funk électronique » (« secret code of electronic funk »)
La ligne rythmique du morceau est reprise dès l'année suivante par Afrika Bambaataa dans Planet Rock, le morceau est samplé de très nombreuses fois ensuite par des compositeurs de musique électronique et de hip-hop.